# Erigeron alpinus
La cespica alpina (nome scientifico Erigeron alpinus L., 1753) è una specie di pianta angiosperma dicotiledone della famiglia delle Asteraceae (sottofamiglia Asteroideae, tribù Astereae (North American lineage) e sottotribù Conyzinae).

## Etimologia
Il nome generico (Erigeron) deriva da due parole greche: "eri" (= precoce, sollecito, presto) e "geron" (= vecchio), richiamandosi forse al pappo di alcune specie che invecchiando diventa grigio oppure al breve periodo della sua fioritura. L'epiteto specifico (alpinus) si riferisce alle zone tipiche dove vivono le piante di questa specie.
Il nome scientifico della specie è stato definito dal botanico Carl Linnaeus (1707-1778) nella pubblicazione " Species Plantarum" ( Sp. Pl. [Linnaeus] 2: 864 ) del 1753.

## Descrizione

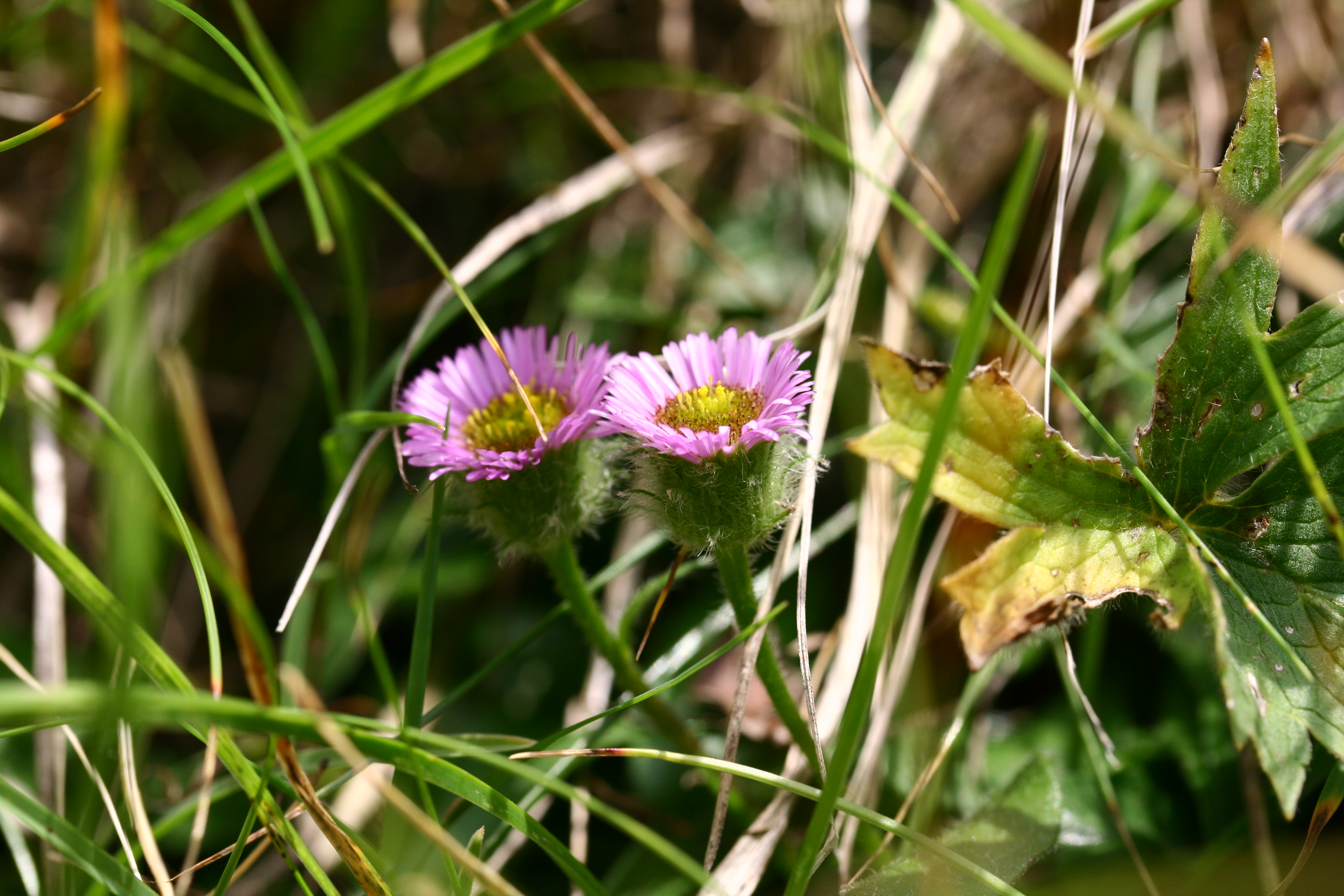
Il portamento

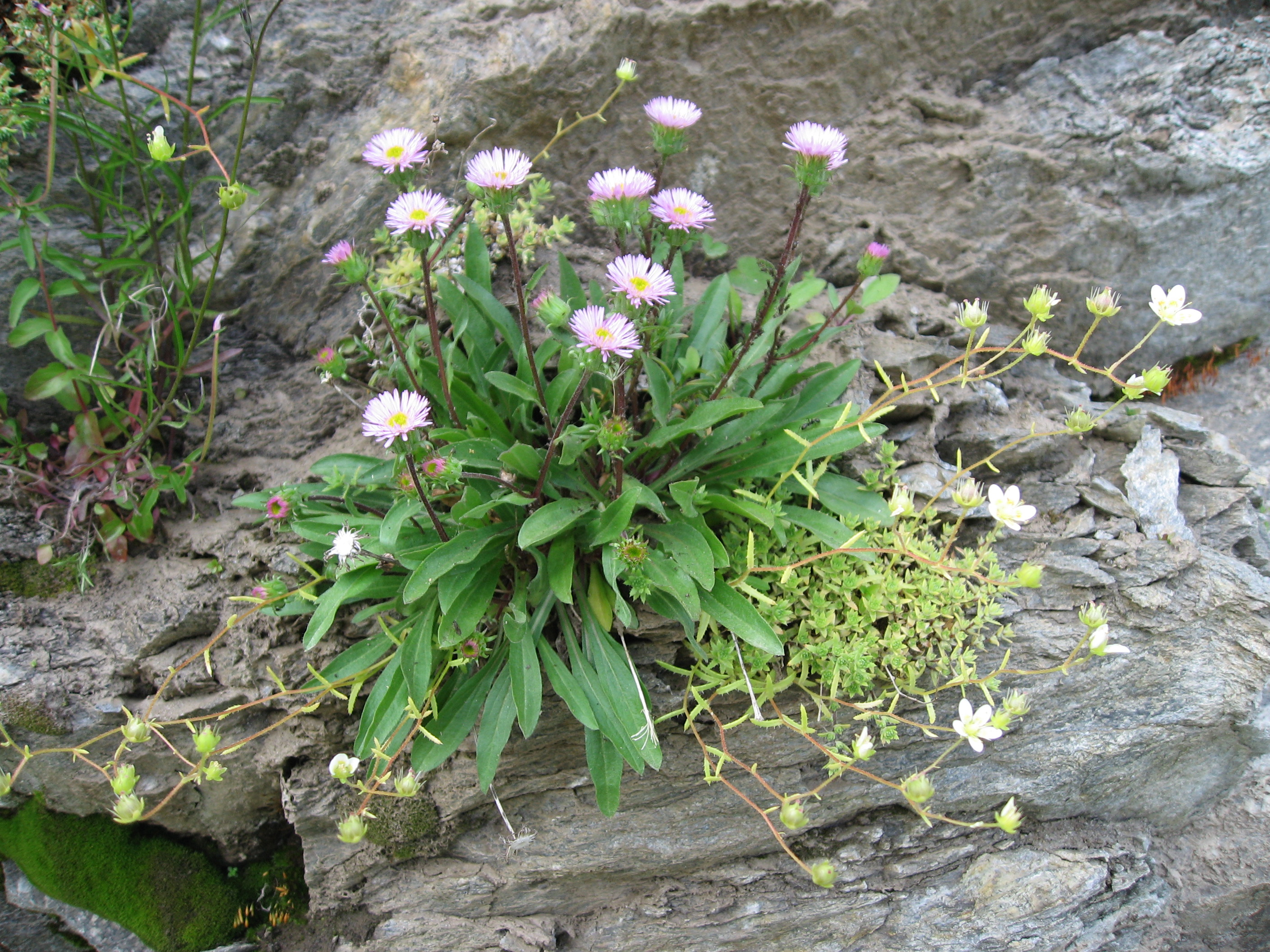
Le foglie

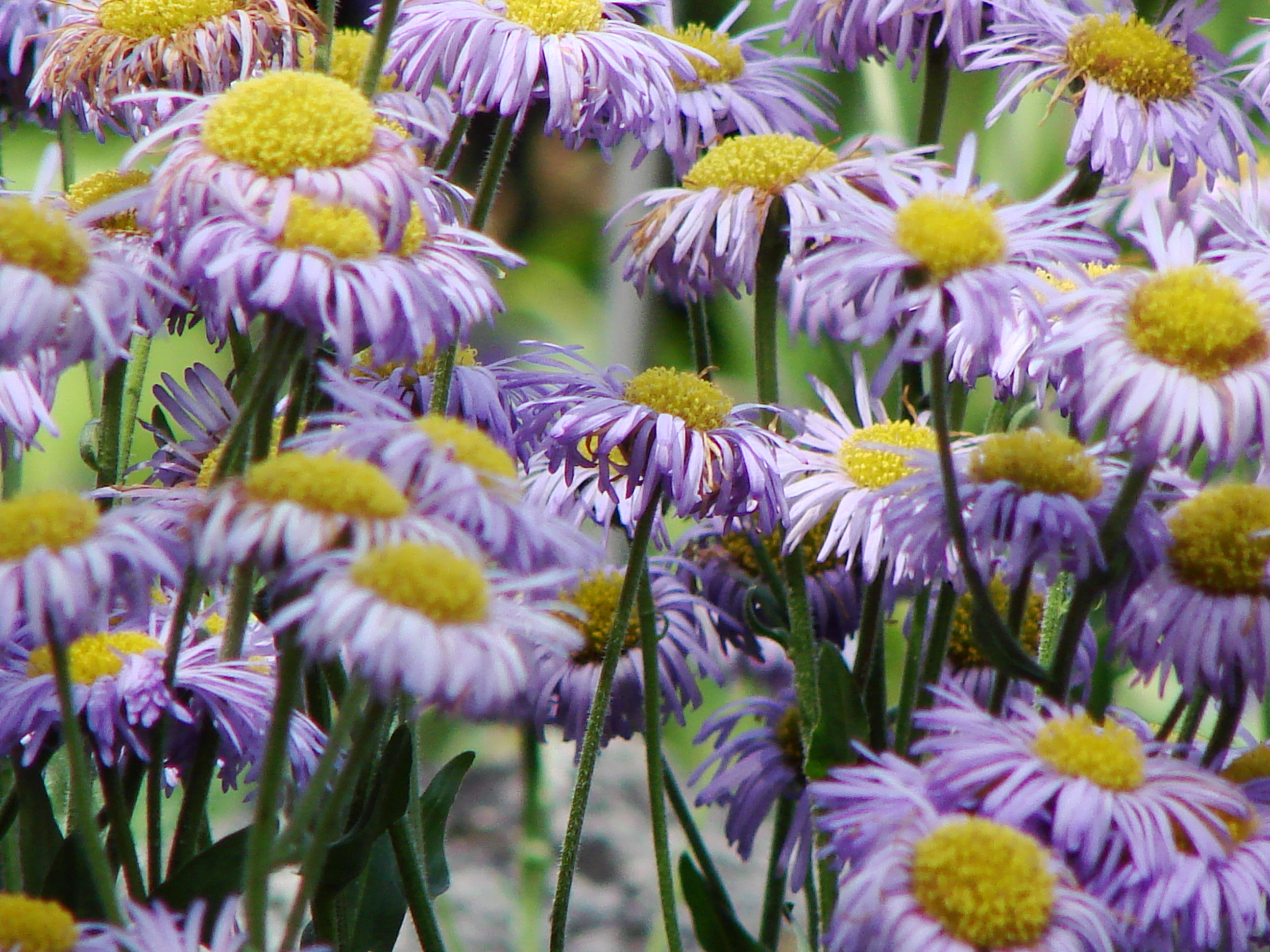
Infiorescenza

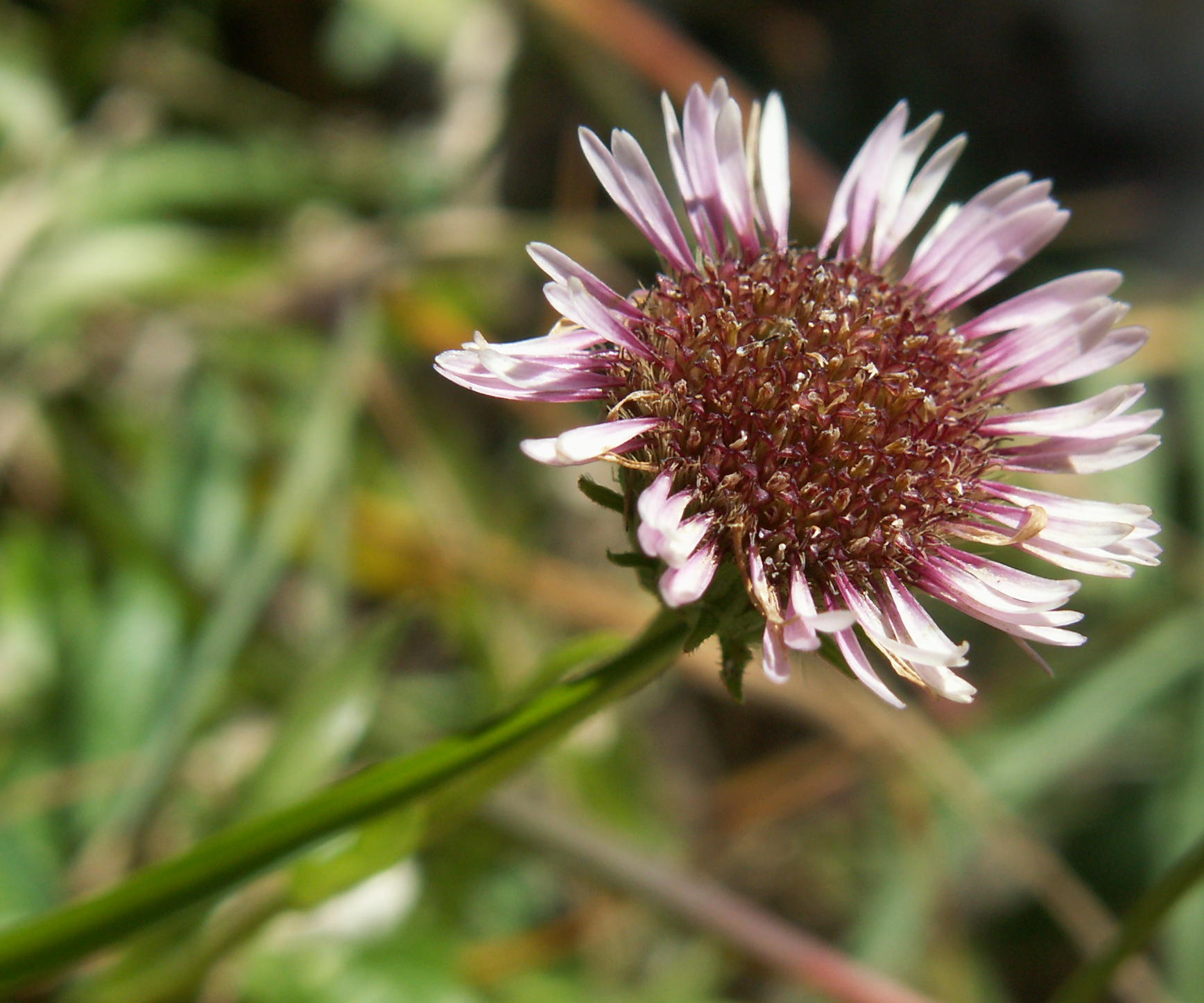
Il fiore

Portamento. Sono piante erbacee non molto alte con ciclo biologico annuale. La forma biologica della specie è emicriptofita scaposa (H scap) : ossia è una pianta perennante tramite gemme posizionate al livello del terreno con fusto allungato e poco foglioso.  La "cespica alpina" ha uno sviluppo tappezzante, tipico delle piante d'alta quota. Un'altra caratteristica comune alle piante montane è la sua villosità (serve come protezione contro il freddo).
Radici. Le radici sono secondarie da rizoma.
Fusto. La dimensione della pianta varia da 6 a 10 cm; ma si possono trovare (più raramente) individui che variano da pochi centimetri (2) fino a 40 cm di altezza, questo a causa dell'alta variabilità della specie;
- parte ipogea: la parte interrata consiste in un corto rizoma;
- parte epigea: la parte aerea del fusto è ascendente e villosa (peli allungati misti a peli più brevi, ma senza ghiandole). La forma è semplice (un solo capolino – fusto monocefalo) o al massimo è presente qualche ramo (fino a 5) e tutti terminanti in un capolino.

Foglie. Le foglie si dividono in basali e caulinari; le foglie non sono persistenti alla stagione invernale;
- foglie basali: le foglie basali formano una rosetta e sono lineari – spatolate con apice acuto; la forma in generale si avvicina a quella di un cucchiaio; dimensione delle foglie basali: larghezza 3 – 4 mm; lunghezza 30 – 35 mm (raramente 1 x 12 cm);
- foglie cauline: le foglie lungo il fusto sono sessili, lineari, ciliate e densamente pelose su entrambe le pagine fogliari; la disposizione delle foglie lungo il fusto è in modo alterno; dimensioni delle foglie cauline: larghezza 3 mm; lunghezza 12 – 25 mm.

Infiorescenza. Le sinflorescenze sono singole: un solo capolino terminale. Le infiorescenze vere e proprie sono composte da un capolino terminale peduncolato di tipo radiato. I capolini sono formati da un involucro, con forme campanulate, composto da diverse brattee, al cui interno un ricettacolo fa da base ai fiori di due tipi: fiori del raggio e fiori del disco. La parte apicale delle brattee più esterne (quindi quelle inferiori) è ripiegata verso l'esterno (quasi patenti), mentre quelle superiori (le più interne) sono erette; sono inoltre copiosamente villose e sono disposte in modo più o meno embricato e scalato su 2 serie. Il ricettacolo è nudo ossia senza pagliette a protezione della base dei fiori; la forma è piatta o conica. I capolini di una stessa pianta sono di norma tutti uguali tra di loro. Diametro del capolino : 1 – 2 cm (2,5 cm al massimo); diametro dell'involucro : 6 – 7 mm.
Fiori.  I fiori sono tetra-ciclici (formati cioè da 4 verticilli: calice – corolla – androceo – gineceo) e pentameri (calice e corolla formati da 5 elementi). Si distinguono in:
- fiori del raggio (esterni): sono femminili e sono disposti su 2 - 3 serie; la forma è ligulata (zigomorfa);
- fiori del disco (marginali): sono femminili e sono ligulati (filiformi - forma zigomorfa);
- fiori del disco (più interni): sono più numerosi con forme brevemente tubulose (attinomorfe).

- Formula fiorale:

*/x K {\displaystyle \infty }, [C (5), A (5)], G 2 (infero), achenio
- Calice: i sepali del calice sono ridotti ad una coroncina di squame.

- Corolla: 
  - fiori del raggio: la forma della corolla alla base è più o meno tubulosa-imbutiforme, mentre all'apice è ligulata o filiforme e può terminare con alcuni denti (in alcune specie è riflessa o contorta); il colore delle corolle è roseo o purpureo (le corolle sono violacee in piena estate); lunghezza dei fiori: 9 mm;
  - fiori del disco (marginali): sono tubulosi ma all'apice sono filiformi di colore giallo paglierino; le corolle sono prive dei denti corollini;
  - fiori del disco (più interni): le corolle della zona centrale sono propriamente tubulosi di colore giallo-verdastro (aranciato-rossastri verso la fine della fioritura); la corolla possiede dei denti (o 5 lobi) patenti (disposti a stella), hanno una forma deltata o più o meno lanceolata.

- Androceo: l'androceo è formato da 5 stami sorretti da filamenti generalmente liberi; gli stami sono connati e formano un manicotto circondante lo stilo; le teche (produttrici del polline) alla base sono troncate e sono lievemente auricolate (molto raramente sono speronate o hanno una coda); le appendici apicali delle antere hanno delle forme piatte e lanceolate; il tessuto endoteciale (rivestimento interno dell'antera) è quasi sempre polarizzato (con due superfici distinte: una verso l'esterno e una verso l'interno). Il polline è sferico con un diametro medio di circa 25 micron;  è tricolporato (con tre aperture sia di tipo a fessura che tipo isodiametrica o poro) ed è echinato (con punte sporgenti).[9][12]

- Gineceo: l'ovario è infero uniloculare formato da 2 carpelli.[5] Lo stilo (il recettore del polline) è profondamente bifido (con due stigmi divergenti) e con le linee stigmatiche marginali separate.[13] I due bracci dello stilo hanno una forma più o meno lanceolata, acuta o ottusa e possono essere papillosi o ricoperti da ciuffi di peli.

- Antesi: da luglio a settembre.

Frutti.  I frutti sono degli acheni con pappo; in alcune specie è presente un certo dimorfismo (gli acheni dei fiori del raggio differiscono dagli acheni dei fiori del disco);
- achenio: l'achenio ha una forma oblunghe–ovoide, sono appiattiti (compressi) e sono percorsi da alcuni nervi o costole longitudinali; la superficie può essere da glabra a strigosa;
- pappo: il pappo è piumato di colore bianco o rossiccio; le setole sono disposte su un unico rango. I pappi sono persistenti o precocemente caduchi; esternamente può essere presente una piccola corona di scaglie.

## Biologia
Impollinazione: tramite insetti (impollinazione entomogama tramite farfalle diurne e notturne).

Riproduzione: la fecondazione avviene fondamentalmente tramite l'impollinazione dei fiori.

Dispersione: i semi cadono a terra e vengono dispersi soprattutto da insetti come formiche (disseminazione mirmecoria). Un altro tipo di dispersione è zoocoria: gli uncini delle brattee dell'involucro (se presenti) si agganciano ai peli degli animali di passaggio che portano così i semi anche su lunghe distanze. Inoltre per merito del pappo il vento può trasportare i semi anche per alcuni chilometri (disseminazione anemocora).

## Distribuzione e habitat

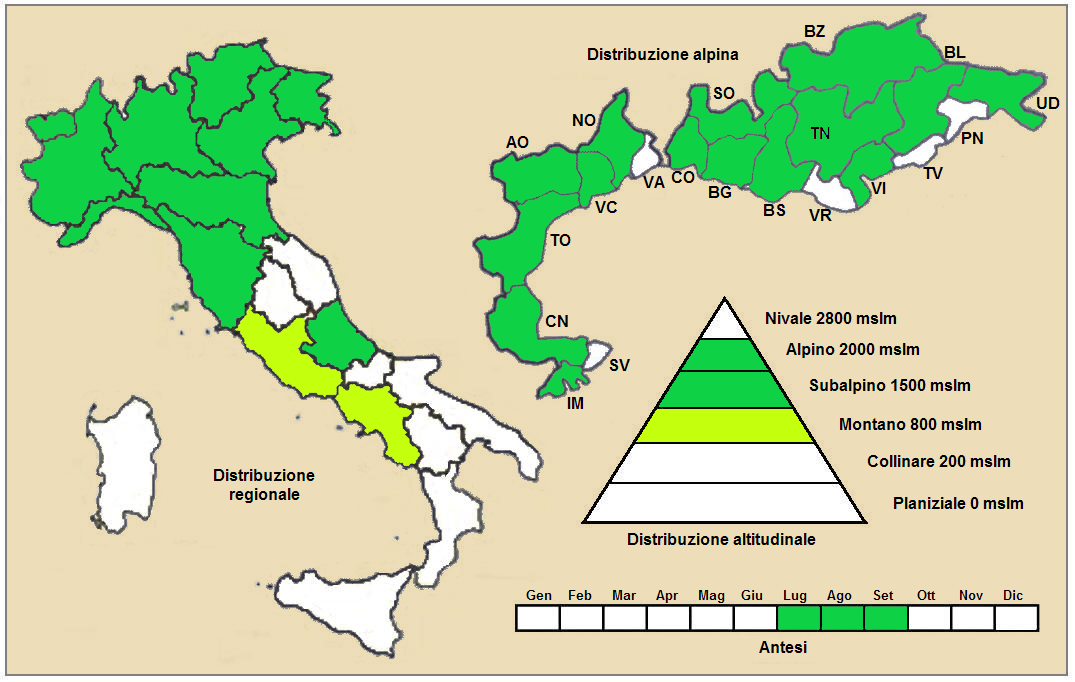
Distribuzione della pianta (Distribuzione regionale – Distribuzione alpina)

Geoelemento: il tipo corologico (area di origine) è  Orofita - Eurasiatico o  Orofita - Sud Europeo.
Distribuzione: in Italia questa specie si trova comunemente al Nord; più rara al centro. Fuori dall'Italia, sempre nelle Alpi, questa specie si trova in Francia, Svizzera, Austria e Slovenia. Sugli altri rilievi collegati alle Alpi è presente nel Massiccio del Giura, Massiccio Centrale, Pirenei, Monti Balcani e Carpazi. Altrove si trova in Transcaucasia, Iran e Africa centro-orientale.
Habitat: l'habitat preferito per queste piante sono i pascoli subalpini e alpini. Il substrato preferito è calcareo ma anche siliceo con pH neutro, bassi valori nutrizionali del terreno che deve essere secco. 
Distribuzione altitudinale: sui rilievi alpini, in Italia, queste piante si possono trovare da 1.700 fino a 2.800 m s.l.m.; nelle Alpi frequentano quindi i seguenti piani vegetazionali: aubalpino, alpino e in parte quello montano. 

## Fitosociologia
Dal punto di vista fitosociologico alpino la specie di questa scheda appartiene alla seguente comunità vegetale:
Formazione: comunità delle praterie rase dei piani subalpino e alpino con dominanza di emicriptofite.
Classe : Elyno – Seslerietea variae.
ma anche (della stessa formazione).
Classe : Juncetea rifidi.

## Sistematica
La famiglia di appartenenza di questa voce (Asteraceae o Compositae, nomen conservandum) probabilmente originaria del Sud America, è la più numerosa del mondo vegetale, comprende oltre 23.000 specie distribuite su 1.535 generi, oppure 22.750 specie e 1.530 generi secondo altre fonti (una delle checklist più aggiornata elenca fino a 1.679 generi). La famiglia attualmente (2021) è divisa in 16 sottofamiglie; la sottofamiglia Asteroideae è una di queste e rappresenta l'evoluzione più recente di tutta la famiglia.
I fiori di E. alpinus  come altri fiori quali ad esempio gli Aster o gli americani Helenium, nel volgare italiano sono noti come “margherite”; tuttavia, pur se appartengono alla stessa famiglia, sono in realtà fiori di generi diversi (per la precisione il nome Margherita dovrebbe essere attribuito solamente alla specie minore Bellis perennis e a quella più grande Leucanthemum vulgare); infatti la Cespica alpina appartiene al genere Erigeron comprendente diverse centinaia di specie una buona parte di origine americana, mentre le altre sono europee (e asiatiche) di cui una decina sono proprie della flora italiana.

Secondo le classificazioni più tradizionali la specie Erigeron alpinus è compresa nella sezione delle Trimorpha insieme alla specie Erigeron acris e altre. Le altre sezioni sono : Eschenbachia, Caenothus e Euerigeron.
Attualmente le specie italiane di Erigeron sono divise in tre gruppi:
- (1) Piante annue.
- (2) Piante perenni con fiori dimorfi (esterni raggianti femminili ligulati; interni tubulosi ermafroditi).
- (3) Piante perenni con fiori trimorfi (esterni raggianti femminili ligulati; interni periferici femminili filiformi; interni centrali ermafroditi tubulosi).

 E. alpinus appartiene al terzo gruppo.

### Filogenesi
Il genere Erigeron è descritto nella sottotribù Conyzinae, una delle quasi 40 sottotribù della tribù Astereae. In base alle ultime ricerche nella tribù sono stati individuati (provvisoriamente) 5 principali lignaggi. Il genere  Erigeron (insieme alla sottotribù Conyzinae) è incluso nel North American lineage.
Alcune analisi di tipo filogenetico hanno diviso la sottotribù Conyzinae in 6 cladi;  Erigeron attualmente è incluso in tutti i cladi  (non risulta quindi monofiletico). Erigeron è suddiviso in una quarantina di sezioni;  E. alpinus è inclusa nella sezione Trimorpha (Cass.) DC.: le specie di questa sezione, con radici fibrose, sono perenni, bienni o annuali; le foglie sono per lo più intere non abbraccianti; le corolle dei fiori del raggio sono dimorfiche, quelle esterne sono filiformi colorate da bianco a rosa o viola, quelle interne sono prive di lamina; gli acheni hanno 2 nervi; il pappo ha 12 - 35 setole. In questa sezione sono classificate circa 28 specie tra cui E. acris, E. muralis, E. atticus, E. epiroticus, E. glabratus e E. neglectus.
I caratteri distintivi della specie  E. alpinus sono:
- ogni pianta ha 1 - 5 steli (peduncoli) terminanti in un capolino;
- i fusti sono pelosi (peli lunghi misti a brevi) ma privi di ghiandole;
- le foglie basali possono avere un apice acuto.

Il numero cromosomico delle specie di questa voce è: 2n = 18.

### Variabilità
La variabilità di questa specie si sviluppa nell'altezza dei fusti e nella pelosità in generale della pianta. Sugli Appennini è facile trovare individui densamente pelosi quasi lanosi; sul calcare invece sono più frequenti individui glabrescenti. In ambienti più umidi le piante diventano più lussureggianti (fusti alti, foglie grandi e numerosi capolini).
Per questa specie sono riconosciute le seguenti sottospecie:
- Erigeron alpinus subsp. alpinus (è la stirpe descritta in questa voce e presente in Italia).
- Erigeron alpinus subsp. intermedius (Rchb.) Pawł., 1969 - Distribuzione: Europa centrale e Penisola Balcanica.
- Erigeron alpinus subsp. rhodopaeus  (Vierh.) Kožuharov & N.Andreev. 1992 - Distribuzione: Penisola Balcanica.

## Usi

### Giardinaggio
L'unico uso che si può fare di questa piante è nel giardinaggio. Grazie al suo sviluppo tappezzante (nel corso del tempo si allarga molto) è impiegata soprattutto nei giardini rocciosi. In primavera va concimata periodicamente con poca acqua. Queste piante non temono il freddo quindi si possono coltivare in qualsiasi periodo dell'anno, basta che abbiano alcune ore di sole al giorno. Durante i mesi freddi la parte aerea della pianta si dissecca completamente, per rifiorire l'anno successivo in primavera-estate.